# Antoine-Hippolyte Cros
Pour les articles homonymes, voir Cros.
Antoine-Hippolyte Cros est un médecin, homme de lettres et cryptarque français, né le 10 mai 1833 à Lagrasse (Aude) et mort le 1er novembre 1903 à Asnières-sur-Seine (Seine).
Il est aussi connu comme duc de Niacalel puis troisième prétendant au trône d'Araucanie et de Patagonie sous le nom d’Antoine II, succédant à Achille Laviarde (Achille Ier).
Il est le frère du poète et inventeur Charles Cros, qui a donné son nom à l'académie de même nom.

## Biographie

### Famille
Antoine-Hippolyte Cros est né le 10 mai 1833 à Lagrasse, dans l'Aude. Il est le fils du philosophe Simon Charles Henri Cros (1803-1876) et de Marie Joséphine Thérèse Thore. Il est aussi le petit-fils du grammairien Antoine Cros (1769-1844). Il est également le frère du poète et inventeur Charles Cros (1842-1888) et du peintre et verrier Henry Cros (1840-1907), et l'oncle du poète Guy-Charles Cros (1879-1956).
Le 5 mars 1856 à Paris 10e, il épouse Leonilla Méndez e Texeira dos Santos, une étudiante en médecine, de nationalité brésilienne, dont il a trois enfants :
1. Laure-Thérèse Cros (1856-1916), qui épousera (1877) l'homme de lettres Louis Marie Bernard (1853-1907), dont trois fils dont Jacques-Antoine Bernard (1880-1952) ;
2. Térence Cros (vers 1867 - 1870), mort en bas âge ;
3. Juliette Léonie Cros (1868-1945), qui épousera en 1889 Henri Félix Samuel — né en 1866 et mort à une date inconnue —, employé de commerce, et qui sera mère de Leonilla Jenny Lucie Samuel (1893[1]-1991), dite Samuel-Cros puis, par celle-ci, grand-mère maternelle de l'écrivain, académicien et homme politique Maurice Druon[1] (1918-2009).

Il divorce ensuite et se remarie le 30 juillet 1885 à Asnières-sur-Seine avec Anna Frederica Carolina Kunzli (née en 1844 et morte à une date inconnue), dont il n'aura pas d'enfant.

### Premières activités

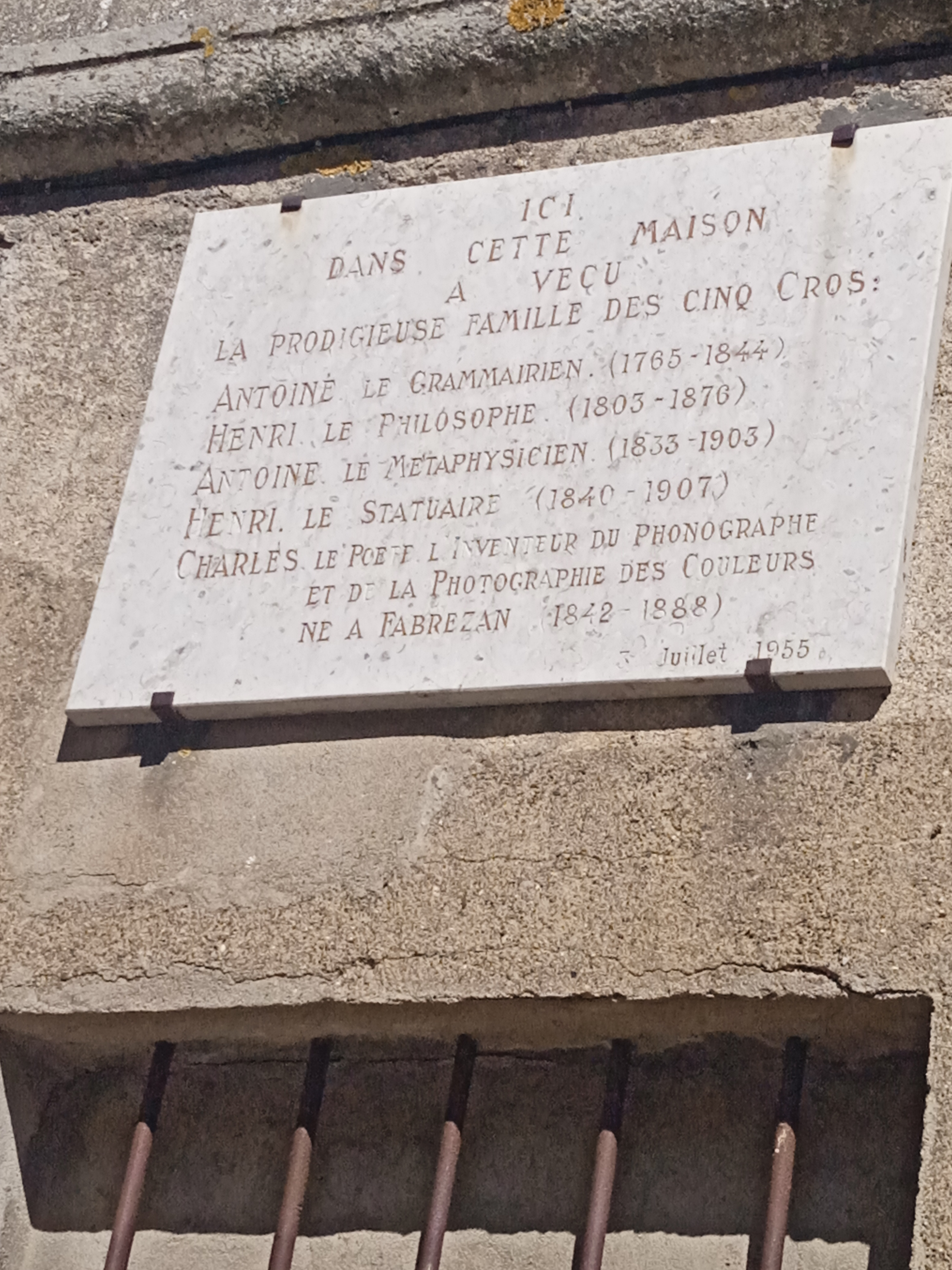
Plaque commémorative sur la maison des cinq Cros à Lagrasse.

Reçu docteur en médecine en 1857, Antoine-Hippolyte Cros est un proche et le médecin privé de l'empereur Pierre II du Brésil. Il est l'auteur de plusieurs ouvrages littéraires, philosophiques, médicaux ou relatifs à l'occultisme. Il sert la Commune de Paris en 1871 comme médecin-major du 249e bataillon (JO de la Commune, 21 avril 1871).
Durant l'automne 1871, il fréquente à Paris le Cercle des poètes zutiques, avec ses deux autres frères Charles et Henry : il est l'auteur de la couverture de l'Album zutiste.
En 1878, proche du compositeur Charles de Sivry, il écrit le livret de La Légende d'Hiram, un spectacle franc-maçonnique donné à la salle du palais du Trocadéro.

### Prétendant au trône d'Araucanie et de Patagonie

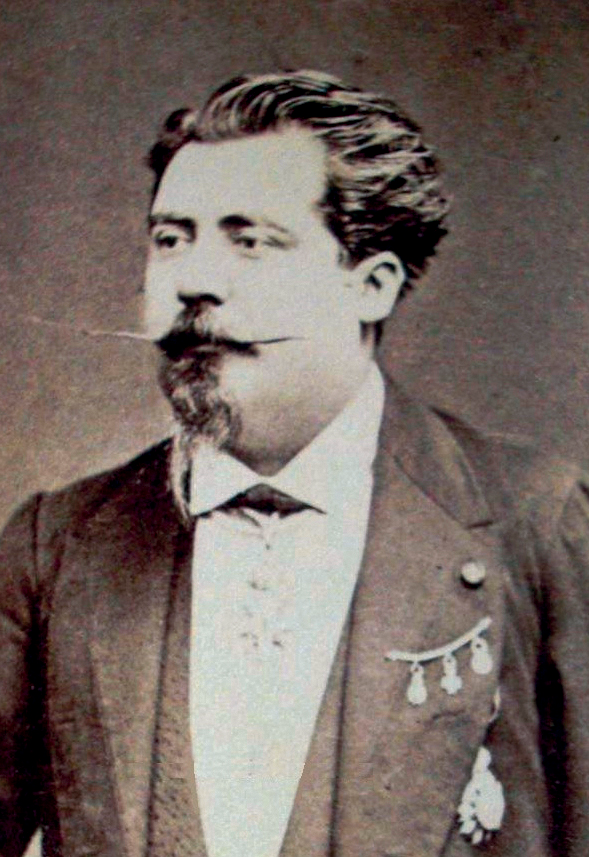
Son prédécesseur Achille Laviarde (1841-1902), roi d'Araucanie et de Patagonie sous le nom d'Achille Ier.

Dans l'acte de renonciation au royaume d'Araucanie et de Patagonie par Adrien de Tounens (boucher à Tourtoirac et neveu d'Antoine de Tounens, premier roi d'Araucanie et de Patagonie sous le nom d'Orélie-Antoine Ier), en faveur d'Achille Laviarde dont il est l'un des signataires, Antoine-Hippolyte Cros est qualifié de duc de Niacalel et garde des sceaux du royaume d'Araucanie et de Patagonie.
Achille Laviarde (devenu Achille Ier) meurt ensuite en 1902 sans laisser d'héritier ni de testament, et Antoine-Hippolyte Cros (qui l'a vraisemblablement rencontré au cabaret Le Chat noir) est alors désigné comme son successeur (sous le nom d'Antoine II ; en espagnol : Antonio II) par le conseil d'État du royaume (formé des sept membres restant de la Société des médaillés de la Constellation du Sud), et conformément à la volonté d'Achille Laviarde (car on raconte qu'il a cédé sa couronne à Antoine-Hippolyte Cros, à l'issue d'une partie de cartes perdue au cabaret Le Chat noir).
Antoine-Hippolyte Cros est considéré par des auteurs[Qui ?] comme étant le dernier roi d'Araucanie[pourquoi ?],,,,.
Les prétendants au trône d'Araucanie et de Patagonie sont qualifiés de monarques et souverains de fantaisie,,,, « n'ayant que des prétentions fantaisistes sur un royaume sans existence légale et ne jouissant d'aucune reconnaissance internationale ».

### Mort
Le règne d'Antoine-Hippolyte Cros est de courte durée puisqu'il meurt un an et demi plus tard à l'âge de 70 ans, le 1er novembre 1903 à Asnières-sur-Seine (Hauts-de-Seine). Ses obsèques à l'église Sainte-Geneviève d'Asnières-sur-Seine sont « presque grandioses ». Il est inhumé au cimetière du Montparnasse 29e division, en présence d'Henry Cros, son frère qu'il avait titré prince, et de l'écrivain François Coppée, ami du défunt et titulaire d'une décoration du royaume d'Araucanie.e

### Succession

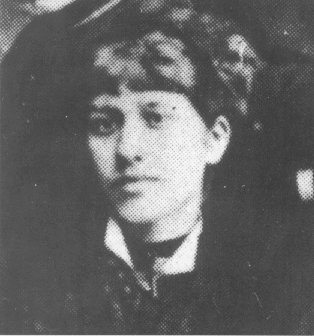
Laure-Thérèse Cros (1856-1916), successeur d'Antoine-Hippolyte Cros sous le nom de Laure-Thérèse Ire.

Sa fille aînée, Laure-Thérèse Cros, épouse Bernard (1856-1916), lui succède sous le nom de Laure-Thérèse Ire dans ses prétentions au trône d'Araucanie et de Patagonie. Antoine-Hippolyte Cros est ainsi le premier roi d'Araucanie et de Patagonie à transmettre le trône à sa descendance (étant donné que ses deux prédécesseurs Antoine de Tounens et Achille Laviarde n'avaient pas eu de descendance).
Son petit-fils Jacques-Antoine Bernard (1880-1952), fils de Laure-Thérèse Cros, lui succédera ensuite en 1916, sous le nom d'Antoine III. Il abdiquera en faveur de Philippe Boiry (1927-2014) avec lequel il n'a aucun lien de parenté.

## Distinctions
- Officier d'Académie (France).
- Chevalier de l'ordre impérial de la Rose (Brésil).
- Chevalier de l'ordre de Vasa (Suède).

## Portraits

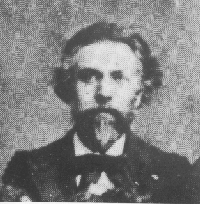
Antoine-Hippolyte Cros.
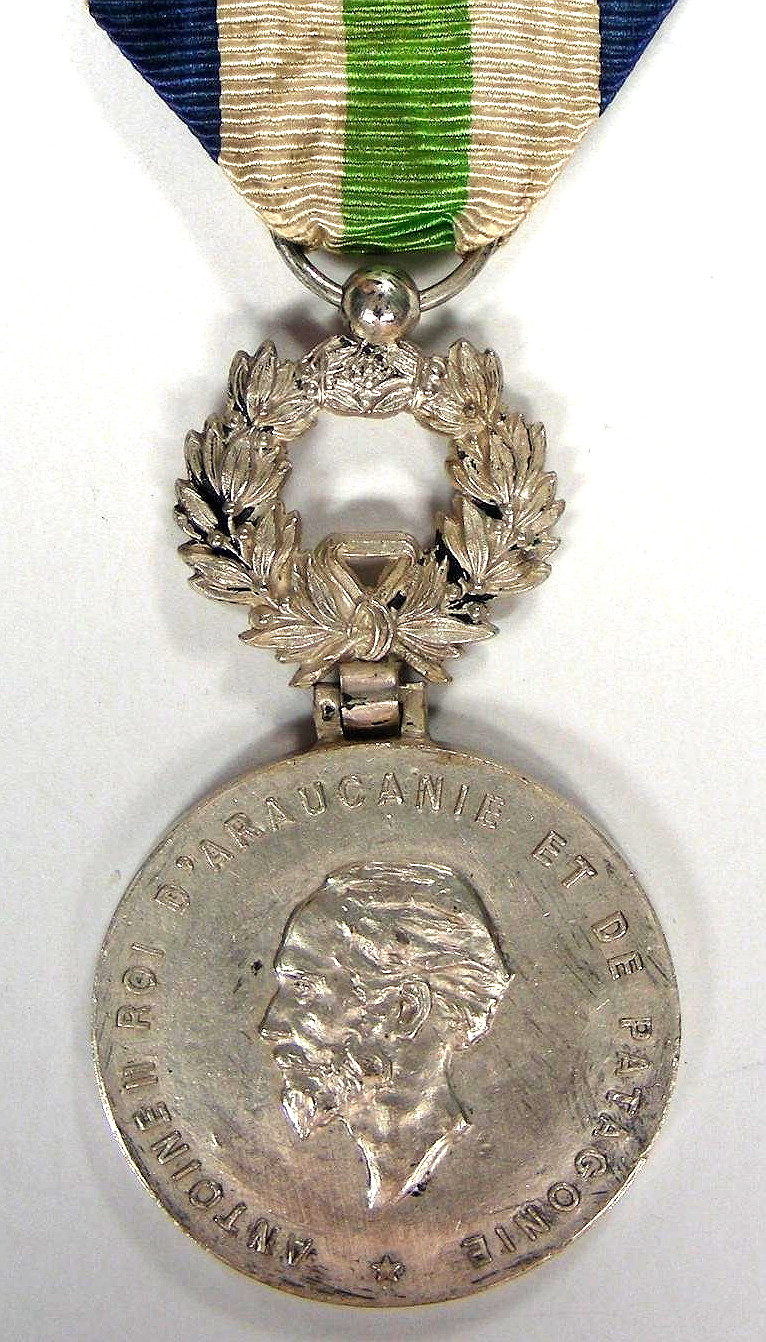
Portrait de profil du roi Antoine II figurant sur une décoration de l'ordre des Étoiles du Sud, connue sous le nom de San Jorge de la Araucanía.